# 个人云计算中心
个人云计算中心是相对于大型的云计算中心而言的。大型的云计算中心由IDC（互联网数据中心）进化而来，通常位于专用的机房内，拥有数量庞大的专用服务器，通过虚拟化技术调配资源，提供服务给用户。而个人云计算中心是个人的微型服务器，它布置在用户自己的局域网内，由用户自己拥有，管理各种私有数字内容，为 PC 、手机、 PAD 、电视等终端提供基于互联网的服务，是个人云的核心节点。它通过P2P技术与其它个人云计算中心共享资源，提高单个设备的性能和资源利用率。在很多情况下，它可以替代大型云计算中心，为用户提供同样的服务。

## 特征
- 微型的

它的尺寸远小于传统的服务器，随着技术的进步，它将越来越小
- 低功耗的

它的能耗远远低于传统的服务器，一般小于5W
- 永远在线的

它拥有固定的域名，7*24小时工作，客户端可以通过互联网、移动互联网访问它
- 私有的

它不属于某个服务商，是用户自我拥有、自我管理的
- 高性价比的

在提供同样服务的情况下，其价格低于传统服务器
- 智能的

与大多数家庭数字设备不同，它不是单一功能的，而是智能的、通用的计算设备，可通过软件升级，扩展多种服务。用户也可以完全定制它。

## 用途
个人云计算中心是通用服务器，可以提供丰富的、可扩展的服务给用户。例如：
- 云存储

- 流媒体

- 同步:它可以与手机、PAD、PC等终端设备进行同步，备份通信录、照片、文档等重要信息，使信息在各种终端上保持一致

- 共享:无需上传，它可以共享文档、照片、视频、文字等信息给其他用户

- 社交
- P2P传送

## 对比

### 同公共云计算中心对比
公共云计算中心在地理上是集中式的，在计算中心中，有多个计算单元和存储单元，通过虚拟化技术调度。个人云计算中心在地理上是分布式的，每个个人云计算中心既是计算单元、存储单元，又是用户，通过P2P技术互连起来，共享计算、存储、带宽等资源。

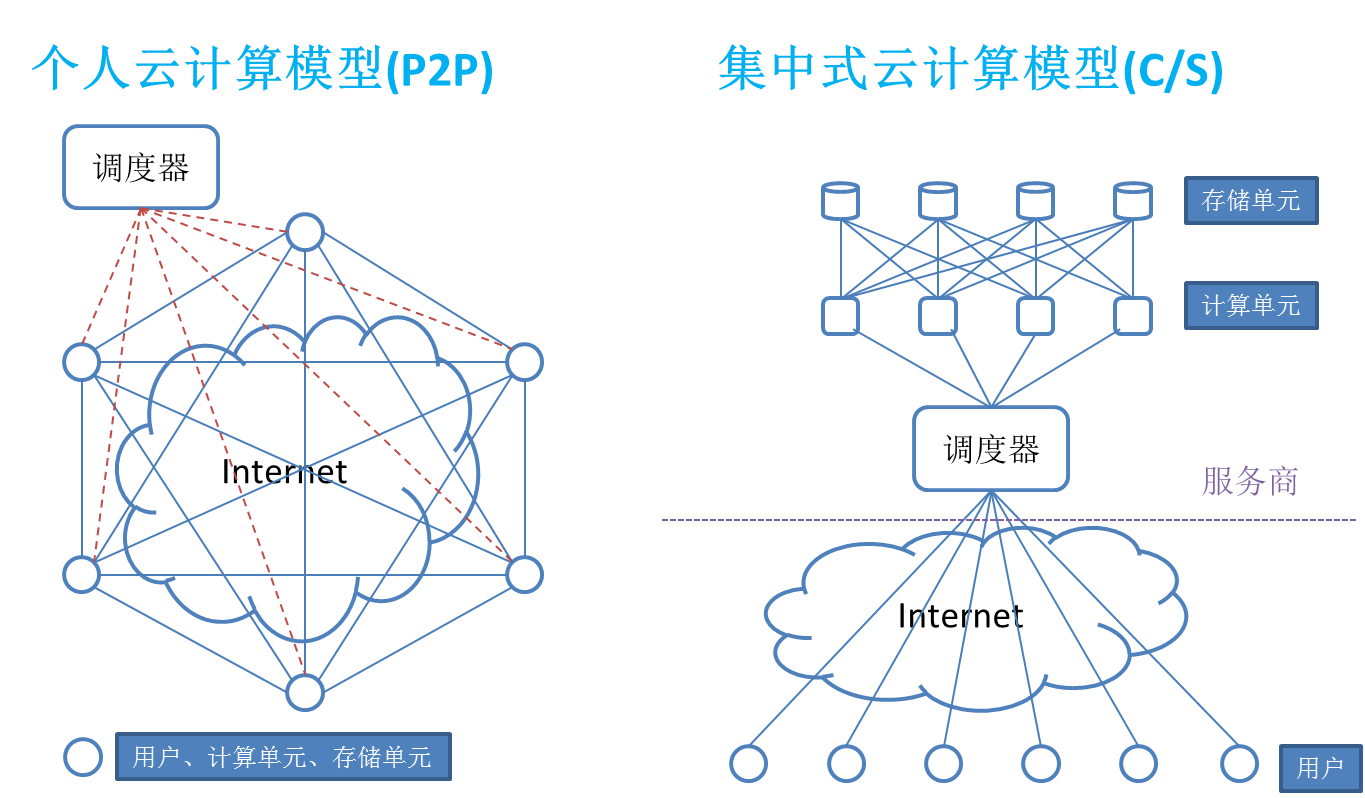
个人云计算中心与公共云计算中心对比

### 同PC对比
与PC类似，个人云计算中心是一种开放式计算平台，可以通过软件增加各种功能。与PC不同，在云计算模型中，PC是云的客户端，本身不提供云服务。而个人云计算中心是个人云的服务器，提供云服务给PC、手机、PAD等终端。有人预测，个人云将替代PC成为新一代个人数字中心。

### 同NAS对比
NAS(Network Attached Storage，网络存储设备)是一种专用的网络文件服务器，家用NAS(Customer NAS)是从企业级NAS演变而来的，它提供文件的网络存取服务，电脑将它作为自己的一种外置存储器。
个人云计算中心并不是NAS，虽然PC2也要存储个人信息。 
- 个人云计算中心是通用计算设备，云存储仅仅是个人云的一个功能
- 个人云计算中心是一个主机，而NAS仅仅是PC的一种外围设备
- 个人云计算中心关注信息的计算，即组织、共享和再加工信息。而NAS关注信息的存储。
- 个人云计算中心关注的是信息的内容，而NAS关注信息的格式。也就是说，它们在不同的层面上处理信息。
- 个人云计算中心允许用户在任意位置访问，而NAS更关注局域网内的访问。
- 个人云计算中心计算能力强，有强大的CPU和内存；NAS存储能力强，有大容量的硬盘，CPU和内存仅够作为文件服务器。